# Spreehorst
Spreehorst ist ein Wohnplatz der Gemeinde Rietz-Neuendorf im Landkreis Oder-Spree in Brandenburg.

## Geografische Lage
Der Wohnplatz liegt nördlich des Ortsteils Neubrück und östlich der Spree, die in diesem Bereich von Süden kommend in nördlicher Richtung fließt. Nördlich und östlich grenzt die Gemeinde Briesen (Mark) an.

## Geschichte
Im Jahr 1873 entstand am östlichen Spreeufer eine Försterei, die drei Jahre später erstmals als „Förstereietablissement, von der Regierung Frankfurt im Jagen 136 der Neubrücker Forst am östlichen Ufer der Spree errichtet“ urkundlich erwähnt wurde. In einem Wohngebäude lebten im Jahr 1885 insgesamt acht Personen. Bis 1925 war die Anzahl auf 15 Personen angewachsen. Spreehorst kam 1931 als Wohnplatz zu Neubrück.